# ألوين هوارد غنتري
ألوين هوارد غنتري (1945-1993) (بالإنجليزية: Alwyn Howard Gentry)‏ هو عالم نبات أمريكي.

## نباتات وصفها ألوين هوارد غنتري
- تابوبيا مخططة
- مانسوة أونوهوالكو
- مانسوة ثؤلولية
- مانسوة ثومية
- مانسوة زفافية
- مانسوة ستاندلية
- مانسوة سنانية
- مانسوة صغيرة الأوراق

## أنواع منسوبة إلى ألوين هوارد غنتري
تم تسمية عدة أنواع من النباتات تكريما لغنتري، منها:
- Acidocroton gentryi
- Citharexylum gentryi
- Crossothamnus gentryi
- Eleutherodactylus gentryi
- Hedyosmum gentryi
- Metalepis gentryi
- Palicourea gentryi
- Phyllanthus gentryi
- Sobralia gentryi
- زاميا غنترية

كما وسمي نوع الطيور هذا نسبة له:
- Herpsilochmus gentryi

في العديد من الحالات، شارك غنتري في الإستحصال على العينة النمطية لهذه النباتات.